# Nestor Dmytriw
Nestor Dmytriw (Дмитрів Нестор en ukrainien), né en 1863 à Scherebky en Autriche-Hongrie et mort le 27 mai 1925 à Elizabeth au New Jersey, était un prêtre de l'Église gréco-catholique ukrainienne ainsi qu'un auteur et traducteur.

## Biographie

### Les débuts de sa vie en Ukraine (1863-1895)
Nestor Dmytriw est né au sein d'une famille d'agriculteurs à Scherebky (Жеребки) dans le royaume de Galicie et de Lodomérie en Autriche-Hongrie, c'est-à-dire dans l'actuel district de Pidvolochysk de l'oblast de Ternopil en Ukraine. En 1890, il fut diplômé du lycée académique de Lemberg. Par la suite, il a étudié au séminaire grec-catholique de Lemberg. En 1894, il fut ordonné prêtre par le métropolite Sylwester Sembratowicz.

### Mission en Amérique du Nord (1895-1925)
En 1895, Nestor Dmytriw immigra aux États-Unis et s'installa à Mount Carmel en Pennsylvanie où il combina le travail missionnaire parmi les travailleurs industriels ukrainiens avec son activité comme journaliste à Jersey City. Il a d'ailleurs été rédacteur en chef du premier journal en langue ukrainienne en Amérique du Nord, le Svoboda (Свобода), dont le nom signifie « Liberté » en ukrainien.

### Séjour au Canada (1897-1899)
Le journal Svoboda a reçu des lettres à l'effet que les colons ukrainiens de l'Ouest canadien avaient un besoin urgent de prêtres. Ainsi, l'Union nationale ruthène (Руський Народний Союз), récemment fondée aux États-Unis, appuya l'envoi de Nestor Dmytriw au Canada. C'est ainsi qu'il arriva à Winnipeg au Manitoba en avril 1897. Avec l'aide de Joseph Oleskiw (en), reconnu plus tard comme le père de l'immigration ukrainienne au Canada, il fut nommé interprète au sein du Service canadien de l'immigration puisqu'il parlait couramment l'allemand, l'ukrainien et l'anglais. Pendant ce temps, il a travaillé aux côtés de Cyril Genik à l’Immigration Hall de Winnipeg.
Nestor Dmytriw fut le premier prêtre de l'Église gréco-catholique ukrainienne à séjourner au Canada. Il organisa les premières paroisse grecques-ukrainiennes du pays, soit celles de Terebowla et de Stuartburn (en) au Manitoba ainsi que celle d'Edna (en) en Alberta. Il fit la promotion de l'établissement d'une Église gréco-catholique ukrainienne au Canada,. Il a d'ailleurs envoyé des rapports sur son expérience canadienne à Svoboda qui ont été publiés sous la forme d'une brochure intitulée "Ruthenian Canada: souvenirs de voyage"; 1897 (Kanadiis'ka Rus : Podorozhni Spomyny; 1897).

### Retour aux États-Unis (1899-1925)
En août 1898, en raison de l'épuisement physique et de difficultés financières, il retourna aux États-Unis. Il a continué à écrire pour le journal Svoboda sur les questions sociales et religieuses et a publié des ouvrages sur l'histoire de l'émigration ukrainienne vers l'Amérique. En outre, il a été pasteur dans plusieurs communautés catholiques ukrainiennes en Pennsylvanie et au New Jersey.
Il est décédé dans la ville d'Elizabeth au New Jersey en 1925 où il a été inhumé.